# Анна Катерина Гонзага
Анна Катерина Гонзага, с религиозното име Анна Юлиана Гонзага (на италиански: Anna Caterina Gonzaga, Anna Giuliana Gonzaga; * 17 януари 1566, Мантуа, Херцогство Мантуа; † 3 август 1621, Инсбрук) от рода Гонзага е принцеса от Мантуа и чрез брак ерцхерцогиня на Предна Австрия и графиня на Тирол (1582 – 1595). След като овдовява, започва да води религиозен живот в Терциариите на сервитите и основава общност от терциарии в Инсбрук.

## Произход
Тя е третото и най-малко дете на Гулиелмо Гонзага (* 1538, † 1587), 3-ти херцог на Мантуа, маркграф на Монферат и херцог на Монферат, и на съпругата му Елеонора Австрийска (* 1534, † 1594). Нейни дядо и баба по бащина линия са Федерико II Гонзага и Маргарита Палеологина , а по майчина – император Фердинанд I и Анна Ягелонина. Има един брат и една сестра:
- Винченцо I (* 1562, † 1612), херцог на Мантуа и Монферат, съпруг на Елеонора де Медичи
- Маргерита (* 1564, † 1618), херцогиня на Ферара като съпруга на Алфонсо II д’Есте

## Биография

### Ранни години
Анна Катерина има цялостно хуманистично образование и, което е политически важно, идва от династия, лоялна на императора на Свещената Римска империя. 
След смъртта на баща им през 1587 г. брат ѝ Винченцо наследява Херцогство Мантуа и Монферат.

### Брак
На 1 май 1582 г. в Мантуа, чрез посредничеството на леля си Магдалена Австрийска, 16-годишната Анна Катерина се омъжва за 52-годишния си вуйчо Фердинанд II, вдовец на Филипина Велзер, баща на четири деца, ерцхерцог на Предна Австрия и граф на Тирол, втори син на император Фердинанд I и на Анна Ягелонина и брат на император Максимилиан II. Годежът е сключен през 1572 г., когато морганатичната съпруга на Фердинанд е все още жива. Заради близкото роднинство папата трябва да даде разрешение преди брака. Самият младоженец не присъства на сватбата в църквата, а е представен от своя племенник, братовчедът на Анна Катерина Фердинанд Баварски. Като значителна зестра младата принцеса на Мантуа донася в Инсбрук бижута на стойност 120 000 гулдена и 40 000 златни дуката. В замяна херцогският тъст получава договорената наследствена титла „Височество“ от племенника на своя зет, император Рудолф II. След сключване на брака сватбено шествие, съставено от брата на булката, нейната майка и голям антураж, я придружава до Инсбрук, където Анна Катерина пристига на 14 май, посрещната от три дни грандиозни тържества.
Принцесата на Мантуа има три деца от Фердинанд: Анна Елеонора, Мария и Анна, която по-късно се омъжва за своя братовчед император Матиас. 

### Ерцхерцогиня на Предна Австрия
Анна Катерина увеличава богатата художествена галерия на съпруга си в замъка Амбрас и добавя няколко портрета на Гонзага. Начинът ѝ на живот в двора на Инсбрук е описван от нейни съвременници като сдържан, а интимният кръг, с който се заобикаля, е белязан от чисто италиански вкусове. Доста дългите пътувания я отвеждат на гости на роднини в Мантуа и Ферара, а през 1590 г. в Бормио за здравен курорт. През 1585 и 1588 г. придружава ерцхерцога до императорския двор в Прага.
Тя и нейният съпруг са обвързани от лична преданост и много силно усърдие за осъществяване в Тирол на целите на Контрареформацията според духа на Трентския събор. Насърчават с голямо използване на средства изграждането на нови религиозни институции, възстановяването на поклонничествата и създаването на нови ордени. Специално събитие в този контекст е поклонението на ерцхерцогската двойка и двора в Зеефелд през 1583 г. – място, известно с чудото на Евхаристията, в което участва антураж от 2000 души. Знак за личната преданост на Анна Катерина е инициативата да се построи в Инсбрук, между 1583 и 1584 г., църква на Божи гроб по модела на тази в Йерусалим и да основе параклис на Лорето в Ау близо до Хал (в община Таур). Малката сграда е осветена на 21 ноември 1589 г. от принц-епископа на Бриксен и представлява модела на поредица от репродукции на Светия дом, които скоро са високо оценени на  териториите на Хабсбургите и в Южна Германия.
През 1588 г. е наградена от папата със Златна роза.
Значими са дейностите ѝ в полза на Капуцините: благодарение на нейното покровителство те са въведени в Инсбрук, докато дотогава са присъствали само в италианоговорящите области. Те бързо печелят популярност и се разпространяват, така че през 1605 г. орденът успява да създаде тиролско-баварска провинция. Тя цени високо този орден, който вече познава от времето си в Мантуа, и избира монах капуцин за свой изповедник. Убеждава съпруга си да накара папата да се намеси в общия капитул, така че монасите от венецианската провинция да могат да бъдат изпратени в Инсбрук. Разходите по основаването на новата провинция са поети от ерцхерцога. През есента на 1593 г. първият монах пристига и незабавно започва строежа на манастира, който може да бъде осветен още на 18 декември 1594 г. Сградата обаче скоро се оказва твърде малка и е разширена през 1606 г. по случай провинциалния капитул. Картината на главния олтар на църквата, дело на Козмо Пиаца ди Кастелфранко, е дарение от нея. Анна Катерина също участва активно в клона в Болцано, създаден между 1601 и 1603 г. По нейно искане император Рудолф II предоставя земя със сгради и строителни материали, общината поставя водопроводи, а господарите на Волкенщайн участват в другите разходи.

### Вдовство
След смъртта на съпруга ѝ Фердинанд II на 24 януари 1595 г. Анна Катерина успява да получи доходите, които смята за подходящи, само след дълги и неприятни спорове с ерцхерцогското семейство и Финансовата камара на тиролския двор. В крайна сметка получава годишен доход от 36 000 флорина, от които 7000 са принос от императора за образованието на двете ѝ дъщери. Тази последна сума по-късно е увеличена до 12 000 флорина. Камарата обаче често закъснява с изплащането на пенсията. Тя също има право на голямо количество стоки в натура. Възникват дискусии и относно местоживеенето ѝ. В Инсбрук тя живее в имението Руелуст, построено от Фердинанд II в придворната градина и оставено на нея в завещанието му (строителните работи все още трябва да бъдат завършени). Там тя и дъщерите ѝ поддържат свой собствен княжески двор, който включва поне 61 слуги. 
Като вдовица Анна Катерина първоначално се посвещава изцяло на образованието на дъщерите си, които са в лошо здраве. Още през 1590 г. съставя обемна готварска книга за принцеса Анна. Наред с важната роля, която религиозните упражнения имат в ежедневието, се появява жив интерес към музиката: известно е, че взима уроци по клавикорд. За нея се правят планове за брак, за първи път през 1603 г., когато кралят на Полша Сигизмунд III иска ръката ѝ, но императорът не дава одобрение. Рудолф II намеква за възможността сам да се ожени за принцесата, предполагайки, че решението по въпроса е неизбежно. Той ѝ забранява да предприема по-нататъшни инициативи и през септември 1603 г. изпраща своя придворен художник Ян Аахенски в Инсбрук, за да нарисува портрета ѝ. След това обаче не взема повече решения.
Анна Катерина предприема поклонения без дъщерите си в Айнзиделн и през светата 1600 година в Лорето, където отива и сестра ѝ Маргарита. Разходите за това пътуване са толкова високи, че императорът и ерцхерцозите Матиас и Фердинанд трябва да допринесат за тях. Въпреки това поради забавяне на плащането Анна Катерина залага скъпоценности по време на пътуването, които след това Дворцовата палата трябва да върне. На връщане от Лорето тя спира в Мантуа, където е тържествено приета в двора на брат си Винченцо I, херцог на Мантуа и на Монферат. На свой ред през 1606 г. той и съпругата му я посещават в Инсбрук, когато придружават дъщеря им Маргарита с голям антураж на сватбата ѝ с Хайнрих II Лотарингски.
През 1606 г. Анна Катерина решава сама да основе женски манастир в Инсбрук. Тя замисля институция с двойна цел: от една страна истински женски манастир, от друга нещо като женски метох, наречен Регелхаус. Двете отделни пространства са свързани от църква, която е споделена. Анна Катерина определя част от голямата дворна градина в имението си Руелуст като зона за застрояване. Дизайнер и ръководител на строежа е придворният художник Джовани Сперандио от Мантуа: първият камък е положен на 2 юли 1607 г. Веднага след това Анна Катерина поверява институцията на Сервитския орден, който на север от Алпите от Реформацията не е имал институт. Концепцията за новата религиозна сграда, завършена през 1612 г., предполага, че вдовицата от самото начало възнамерява да се премести там и да разпусне двора си. За реализирането на този проект обаче не е достатъчно да се изчака завършването на комплекса, а и дълго отлаганата сватба на дъщеря ѝ ерцхерцогиня Анна. След като Рудолф II най-накрая дава разрешение на брат си Матиас да се ожени за Анна, Анна Катерина придружава дъщеря си на сватбата на 4 декември. 1611 г. във Виена. 

### Монашество и смърт
На 2 февруари 1612 г. Анна Катерина влиза в манастира в Инсбрук с дъщеря си Мария и петнадесет други дами, първоначално в самата сграда на манастира, тъй като Регелхаус все още не е завършен. Освещаването на църквата е извършено на 7 март. На 1 юли Анна Катерина официално влиза в Ордена на сервитките терциарии с религиозното име Анна Юлиана. Уставът, съставен от нея за резиденцията, е одобрен от папа Павел V през 1617 г.
Тя прави щедри дарения на манастира и на Регелхаус: използва зестрата си и вдовишката си рента, а също така дарява господството на Таур и владенията на Грюнек и Волгемутсхайм. Към всичко това е добавено и наследството на дъщеря ѝ Мария. От имението Руелуст са донесени скъпоценни предмети на изкуството и религиозни предмети и много други произведения са поръчани за църквата и околните сгради. За извършване на религиозни служби с музика е създаден параклис с инструменталисти и певци.
Желанието на Анна Катерина Сервитите да се погрижат за духовната грижа за монахините прави неизбежно изграждането на манастир и за тях. През 1613 г. тя започва да купува земя за тази цел и на следващата година художникът Джовани Сперандио успява да започне строителството: първият камък за църквата е положен на 16 октомври 1614 г. На 31 януари 1616 г. църквата е осветена. Първите отци идват от Мантуа и Верона през 1615 г. Новият сграден комплекс е жертва на пожар през 1620 г., но реконструкцията започва много бързо, винаги под ръководството на Сперандио. Анна Катерина обаче не успява да види плодовете на тази работа. Тя умира в Инсбрук на 3 август 1621 г. на 55 г. с репутацията на святост и е погребана, подобно на дъщеря си Мария, в криптата, построена за двете под стъпалата на главния олтар в църквата на Регелхаус. След затварянето на Сервитския манастир и Регелхаус през 1783 г. тленните им останки са пренесени в криптата на Йезуитската църква. През 1906 г. те отново са тържествено поставени в източното крило на обителта в Сервитската църква (Servitenkloster) в Инсбрук.  
Скоро след смъртта ѝ предаността на хората към нея като светица започва да расте. През 1693 г. е открит процес за нейната канонизация от епископа на Бресаноне граф Йохан Франц фон Кхуен цу Лихтенберг, но той не дава резултат.
 

Наследството на Анна Катерина не трябва да се счита за маловажно. Формите на поклонение, въведени от нея, като поклонението пред сцената на Рождество Христово и пред Божи гроб, претърпяват голям разцвет в популярния обичай от епохата на Барока, а грижата за душите, осигурена от Капуцините и Сервитите, последните от които скоро се разпространяват, оказва силно влияние върху религиозния живот в Тирол в продължение на векове.
- Анна Катерина
- Анна Катерина като монахиня Анна Джулиана

## Потомство
Има три дъщери от съпруга си:
- Анна Елеонора (* 26 юни 1583, † 15 януари 1584);
- Мария Австрийска-Тиролска (* 16 юни 1584, Инсбрук † 2 март 1649, пак там), монахиня с името Анна Мария, терциария в Сервитския орден;
- Анна Австрийска-Тиролска (* 6 октомври 1585, Инсбрук † 15 декември 1618, Виена), ерцхерцогиня на Австрия и чрез брак императрица на Свещената Римска империя (1612 – 1618); ∞ 4 декември 1611 г. във Виена за братовчед си император Матиас Хабсбург, от когото няма деца.